# Inondazione (film)
Inondazione (Flood!) è un film per la televisione del 1976 diretto da Earl Bellamy.

## Trama
La frana di una diga causerà l'inondazione nella vicina cittadina. La missione di salvataggio è affidata al giovane pilota di elicotteri Steve Banning  (Robert Culp).

## Produzione
Il film costò 2.500.000 dollari ed è stato il film più costoso per la televisione; fu girato nell'Oregon, a Brownsville, Eugene e ad Harrisburg.

## Distribuzione
Il film è stato trasmesso in TV negli USA il 24 novembre 1976 dalla NBC e nel resto d'Europa tra il 1977 e il 1979. In Italia oltre a Inondazione è conosciuto con altri titoli: Diluvio, Diluvio: La furia di un fiume e Flood - La diga maledetta.